# Ibrahim Baylan
Ibrahim Baylan (Mardin, Turquía, 15 de marzo de 1972) es un político sueco, del Partido Socialdemócrata. 

## Biografía
Ibrahim Baylan nació en Salhi, en Turquía, en 1972. Fue ministro de Educación (2004-2006), ministro de Energía (2014-2019) y ministro de Relaciones Parlamentarias (2016-2019). Desde 2019 es el actual ministro de Economía.

## Fontes
- «Regeringen och departementen» (en sueco). Consultado el 23 de outubro de 2014.

- Datos: Q3055916
- Multimedia: Ibrahim Baylan / Q3055916